# Carlo di Gravina
Carlo di Gravina o Carlo di Durazzo (1323 – Aversa, 23 gennaio 1348) fu conte di Gravina e duca di Durazzo dal 1336 fino alla sua morte.

## Biografia
Fu il primo figlio di Giovanni di Gravina (1294 – 1336) e di Agnese del Périgord (†1345).
Il 21 aprile 1343 sposò Maria di Calabria (1329 – 1366), contessa di Albe, figlia di Carlo, Duca di Calabria (1298 – 1328) e di Maria di Valois (1309 – 1332), che avrebbe dovuto sposare Luigi I di Ungheria o Giovanni II di Francia ma che fu costretta da Carlo e da sua madre a contrarre un matrimonio che avrebbe avvicinato Carlo al trono di Napoli.
Tenutosi accuratamente lontano dalla cospirazione che portò all'assassinio del marito di Giovanna d'Angiò, Andrea d'Angiò, diresse una fazione che si era opposta a Giovanna ed a Luigi di Taranto. Quando Luigi I d'Ungheria nel 1347 Campagne napoletane di Luigi il Grande d'Ungheria invase il regno di Napoli per vendicare l'assassinio del fratello Andrea, lo ritenne complice in tale misfatto e lo fece giustiziare ad Aversa.

## Matrimonio e discendenza
Dal matrimonio con Maria di Calabria nacquero:
- Luigi (1343 – 1344)[da controllare: il figlio primogenito morto in tenerissima età si chiamava in realtà Ludovico] un frammento, e precisamente la lastra frontale della sua tomba, è nella Basilica di Santa Chiara a Napoli e recava la seguente iscrizione, conservata solo in parte: HIC IACET CORPUS DOMINI LUDOVICI PRIMOGENITI DOMINI CAROLI DUCIS DURACII ET DOMINE MARIÆ FILIÆ DOMINI CAROLI DUCIS CALABRIÆ ET DUCISSE DURACII, QUI OBIIT DIE XIIII JANUARII, XII INDICT. ANNO DOMINI MCCCXXXXIIII.
- Giovanna (1344 – 1387), duchessa di Durazzo; andata sposa nel 1366 a Luigi di Navarra, conte di Beaumont(†1372), ed in seconde nozze a Roberto IV di Artois, conte di Eu (†1387);
- Agnese (1345 – 1383[2] o 1388[3]), andata sposa il 6 giugno 1363 a Cansignorio della Scala (1340-1375), signore di Verona, ed in seconde nozze a Giacomo di Baux (†1383);
- Clementina (1346 – 1363);
- Margherita (28 luglio 1347 – 6 agosto 1412), andata sposa nel 1368 a Carlo III di Napoli (1345 – 1386), re di Napoli.

## Ascendenza
|                        |                            |                              | Genitori                           |  |  | Nonni |  |  | Bisnonni        |  |  | Trisnonni             |  |
|                        |                            |                              |                                    |  |  |       |  |  | Carlo I d'Angiò |  |  | Luigi VIII di Francia |  |
|                        |                            |                              |                                    |  |  |       |  |  | Carlo I d'Angiò |  |  | Luigi VIII di Francia |  |
|                        |                            | Bianca di Castiglia          |                                    |  |  |       |  |  | Carlo I d'Angiò |  |  |                       |  |
| Carlo II di Napoli     |                            |                              |                                    |  |  |       |  |  | Carlo I d'Angiò |  |  |                       |  |
|                        |                            | Beatrice di Provenza         | Raimondo Berengario IV di Provenza |  |  |       |  |  |                 |  |  |                       |  |
|                        |                            | Beatrice di Provenza         | Raimondo Berengario IV di Provenza |  |  |       |  |  |                 |  |  |                       |  |
|                        |                            | Beatrice di Provenza         | Beatrice di Savoia                 |  |  |       |  |  |                 |  |  |                       |  |
| Giovanni di Gravina    |                            | Beatrice di Provenza         |                                    |  |  |       |  |  |                 |  |  |                       |  |
|                        |                            | Stefano V d'Ungheria         | Béla IV d'Ungheria                 |  |  |       |  |  |                 |  |  |                       |  |
|                        |                            | Stefano V d'Ungheria         | Béla IV d'Ungheria                 |  |  |       |  |  |                 |  |  |                       |  |
|                        |                            | Stefano V d'Ungheria         | Maria Lascaris di Nicea            |  |  |       |  |  |                 |  |  |                       |  |
| Maria d'Ungheria       |                            | Stefano V d'Ungheria         |                                    |  |  |       |  |  |                 |  |  |                       |  |
|                        |                            | Elisabetta dei Cumani        | …                                  |  |  |       |  |  |                 |  |  |                       |  |
|                        |                            | Elisabetta dei Cumani        | …                                  |  |  |       |  |  |                 |  |  |                       |  |
|                        |                            | Elisabetta dei Cumani        | …                                  |  |  |       |  |  |                 |  |  |                       |  |
| Carlo di Gravina       |                            | Elisabetta dei Cumani        |                                    |  |  |       |  |  |                 |  |  |                       |  |
|                        | Archambaud III de Périgord | …                            |                                    |  |  |       |  |  |                 |  |  |                       |  |
|                        | Archambaud III de Périgord | …                            |                                    |  |  |       |  |  |                 |  |  |                       |  |
|                        | Archambaud III de Périgord | …                            |                                    |  |  |       |  |  |                 |  |  |                       |  |
| Elia VII di Talleyrand | Archambaud III de Périgord |                              |                                    |  |  |       |  |  |                 |  |  |                       |  |
|                        |                            | Agnès de Blaye               | …                                  |  |  |       |  |  |                 |  |  |                       |  |
|                        |                            | Agnès de Blaye               | …                                  |  |  |       |  |  |                 |  |  |                       |  |
|                        |                            | Agnès de Blaye               | …                                  |  |  |       |  |  |                 |  |  |                       |  |
| Agnese del Périgord    |                            | Agnès de Blaye               |                                    |  |  |       |  |  |                 |  |  |                       |  |
|                        |                            | Ruggero Bernardo III di Foix | Ruggero IV di Foix                 |  |  |       |  |  |                 |  |  |                       |  |
|                        |                            | Ruggero Bernardo III di Foix | Ruggero IV di Foix                 |  |  |       |  |  |                 |  |  |                       |  |
|                        |                            | Ruggero Bernardo III di Foix | Brunisenda di Cardona              |  |  |       |  |  |                 |  |  |                       |  |
| Brunissenda di Foix    |                            | Ruggero Bernardo III di Foix |                                    |  |  |       |  |  |                 |  |  |                       |  |
|                        |                            | Margherita di Montcada       | Gastone VII di Béarn               |  |  |       |  |  |                 |  |  |                       |  |
|                        |                            | Margherita di Montcada       | Gastone VII di Béarn               |  |  |       |  |  |                 |  |  |                       |  |
|                        |                            | Margherita di Montcada       | Mathe di Matha                     |  |  |       |  |  |                 |  |  |                       |  |
|                        |                            | Margherita di Montcada       |                                    |  |  |       |  |  |                 |  |  |                       |  |